# 藤原積善
藤原 積善（ふじわら の つむよし/しげよし）は、平安時代前期の貴族。藤原北家魚名流、越前守・藤原高房の子。官位は正五位下・皇太后宮亮。

## 経歴
内蔵大允を経て、貞観4年（862年）従五位下・内蔵権助に叙任される。内蔵権助を務める間、貞観9年（867年）薬師寺に派遣されて先に没した僧正・壱演に対して転念功徳を修し、貞観11年（869年）には従五位上に叙せられている。
元慶6年（882年）に藤原高子が皇太后になると、積善は皇太后宮亮として仕える。その後、正五位下に至った。

## 官歴
『日本三代実録』による。
- 時期不詳：正六位上。内蔵大允
- 貞観4年（862年） 正月7日：従五位下。正月13日：内蔵権助
- 貞観11年（869年） 正月7日：従五位上
- 貞観12年（870年） 12月29日：次侍従
- 時期不詳：大学助[2]。皇太后宮亮（皇太后・藤原高子）
- 元慶8年（884年） 5月26日：阿波権介
- 時期不詳：正五位下[2]

## 系譜
『尊卑分脈』による。
- 父：藤原高房
- 母：不詳
- 生母不明の子女
  - 男子：藤原四照